# Консейсан, Фелипе
Фелипе де Оливейра Консейсан (порт. Felipe de Oliveira Conceição или просто Фелипе Консейсан (порт. Felipe Conceição); 9 июля 1979, Нова-Фрибургу) — бразильский футболист и футбольный тренер.

## Карьера игрока
Воспитанник «Ботафого». С 1998 по 2004 год принадлежал клубу. За взрослую команду сыграл 14 матчей и забил 1 гол в чемпионате.
В 2002—2003 годах был в аренде в «Жувентуде». Сыграл 2 матча. В 2003 году был в аренде в «Томбенсе» и в бельгийском клубе «Беерсхот».
В 2004—2005 годах играл за клуб «Америка Минейро». В 2005—2006 годах играл за клуб «Кабуфриенсе». В 2006—2007 годах играл за клуб «Португеза РЖ». В 2007 году играл за клуб «Тупи».
В 2007—2009 годах принадлежал португальскому клубу «Витория» (Гимарайнш). Сыграл 4 матча и забил 1 гол в чемпионате.
В 2008—2009 годах был в аренде в испанском клубе «Понтеведра». Сыграл 19 матчей и забил 4 гола в Сегунде B (3-й уровень в системе футбольных лиг Испании). В 2009 году был в аренде в испанском клубе «Атлетико Балеарес». Сыграл 3 матча в Сегунде B.
В 2010 году играл за клубы «Паулиста» и китайский «Ляонин Хувин». Сыграл 6 матчей и забил 2 гола в чемпионате Китая. В 2011 году играл за «Кабуфриенсе».

## Карьера тренера
С 2013 по 2018 год тренировал юношеские команды в родном «Ботафого». В 2016 году тренировал «Гонсаленсе». В 2016—2017 годах работал ассистентом главного тренера во взрослой команде «Ботафого».
В январе-феврале 2018 года возглавлял «Ботафого».
В апреле-июне 2018 года возглавлял «Макаэ», выступающий в Серии D (4-й уровень в системе футбольных лиг Бразилии).
В 2018—2019 годах был ассистентом главного тренера в клубе «Америка Минейро». В 2019—2020 годах был главным тренером. В сезоне-2019 клуб занял 5-е место в Серии B (2-й уровень в системе футбольных лиг Бразилии).
В январе 2020 года возглавил «Ред Булл Брагантино», выступающий в Серии A (высший дивизион чемпионата Бразилии). 31 августа того же года покинул свой пост.
30 января 2021 года назначен главным тренером клуба Серии B «Крузейро». Контракт подписан до декабря 2021 года. 9 июня 2021 года уволен по окончании ответного гостевого матча 3-го тура Кубка Бразилии 2021 против клуба Серии D «Жуазейренсе», в котором «Крузейро» потерпел поражение как в основное время (0:1), так и в серии послематчевых пенальти (2:3). Через день «Крузейро» возглавил Моцарт.
1 июля 2021 года назначен главным тренером клуба Серии B «Ремо».

## Тренерская статистика
Данные откорректированы по состоянию на 20 июля 2020 года.
| Гонсаленсе          | 2016          | 2016            | 7  | 1  | 1  | 5  | 14 |
| Ботафого            | 4 января 2018 | 10 февраля 2018 | 7  | 2  | 3  | 2  | 28 |
| Макаэ               | апрель 2018   | июнь 2018       | 8  | 3  | 2  | 3  | 37 |
| Америка Минейро     | 19 июля 2019  | январь 2020     | 31 | 17 | 9  | 5  | 54 |
| Ред Булл Брагантино | январь 2020   | 31 августа 2020 | 18 | 8  | 3  | 7  | 44 |
| Итого               | Итого         | Итого           | 71 | 31 | 18 | 22 | 43 |